# Youcef Zenaf
 (juillet 2011).
Si vous disposez d'ouvrages ou d'articles de référence ou si vous connaissez des sites web de qualité traitant du thème abordé ici, merci de compléter l'article en donnant les références utiles à sa vérifiabilité et en les liant à la section « Notes et références ».
Youcef Zenaf né le 25 janvier 1957 est un pratiquant franco-algérien 5 fois champions du monde de full-contact.  Champion du monde pour la première fois en 1984, il l'est resté jusqu'en 1986. Il a été élu meilleur combattant des dix dernières années au Palais omnisports de Paris-Bercy le 10 avril 1993, Jean-Claude Van Damme lui remettant à cette occasion le katana d'or.

## Biographie
Il fut victime d'un accident lors d'un combat le 5 juin 1987 : à la suite d'un KO, il resta 42 jours dans le coma. Il est debout de nouveau et entraîne à la MJC de Saint-Chamond, son ancien club. Il a tiré un livre de son long retour à la vie (Mon combat pour la vie – Des sommets au RMI, éditions SEM, Paris, 1993,  (ISBN 2-907736-07-8)).
À Saint-Chamond (Loire) un terrain synthétique de football inauguré le 24 octobre 2009 au Complexe sportif Antoine Vincendon porte son nom.
Le 15 novembre 2021, un film documentaire " Zef, une vie de combats "- présenté en avant première le 9 novembre 2021 au cinéma GrandLumière de Saint-Chamond - écrit et réalisé par Rayhane Chikhoun, qui retrace la carrière et surtout la reconstruction de "Zef" (son surnom) après son KO est diffusé sur France 3 à 22h50.